# 格鲁吉亚
喬治亞（ISO 9984：Sakartvelo，國際音標：[säkʰärtʰve̞lo̞] ⓘ）为跨洲国家，地跨欧亚两洲，主要國土位於亞洲，但因文化上深受歐洲影響，故也被認為是歐洲國家。格鲁吉亚位于南高加索地区的黑海沿岸，北邻俄罗斯，南部与土耳其、亚美尼亚、阿塞拜疆接壤。格鲁吉亚领土面积有69,700平方公里（包括阿布哈茲和南奧塞梯）；人口有3,760,000（2023年人口统计）；主要民族为喬治亞族（70.1％），主要少数民族有亚美尼亚族、阿塞拜疆族和俄罗斯族等；官方语言为格鲁吉亚语，居民亦多通晓俄语；多数人信仰东正教，少数信仰伊斯兰教。
格魯吉亞曾經是苏联加盟共和国，是苏联領導人斯大林的故乡。1991年4月9日正式独立，首任總統兹维亚德·加姆萨胡尔季阿。獨立後，法定國名为“喬治亞共和国”。1995年8月24日该国通过新宪法，国名定为“喬治亞”，曾为独立国家联合体成员。因為俄格战争，格鲁吉亚根据议会2008年8月14日决议退出独联体，并于2009年8月18日完成手续，正式退出。
現今格魯吉亞被視為一個发展中国家，擁有較高的人類發展指數與经济自由度指数，以及相對較低的腐敗指標。該國是世界上最早將大麻合法化的國家之一，也是目前唯一大麻合法的前共產國家。其政治上傾向於歐盟和西方國家，甚至與俄羅斯爆發戰爭並斷交。2022年3月3日正式申請加入歐盟。

## 詞源
格魯吉亞人自稱（Kartvelebi），稱其國土（格魯吉亞）為（Sakartvelo，近「沙卡爾崔洛」的華語發音），稱其語言（喬治亞語）為（Kartuli）。单词（Sakartvelo）由兩部分組成：词根（kartvel-i）指格魯吉亞的核心地区「卡尔特利」的居民；前綴（sa）是典型的地理前綴，指「⋯⋯住的地方」，與波斯語的後綴斯坦有类似之处，因此土耳其語Gürci-stān 反而比中英文、希臘文、俄文準確。兩词合起來就是「卡尔特利居民住的地方」，后来在中世纪，这一词由单指卡尔特利地区扩展到指整个格鲁吉亚。接受基督教后，格鲁吉亚史家宣称这一名称源自传说中的英雄人物卡尔特洛斯，认为他是《聖經》人物雅弗的孫子。
除立陶宛外，世界绝大多数国家都使用外名来称呼该国，现代学者认为这些名称可能都源于古波斯语中对该国的称呼varkâna-，意为“狼之地”，在新波斯语中演变为古尔只或古尔詹（gurğ/gurğān），大部分国家对格鲁吉亚的称呼都源于此，中国古代的《元史》稱其國為“曲兒只”和“谷兒只”，《新元史》稱其國為“角兒只”，也是来源于此。
世界各國對格魯吉亞的称呼主要分為4種：
1. 欧美各国的称呼采用源自拉丁文的各种变体。
2. 前苏联国家及受其影响较大的国家采用源自俄语的各种变体。
3. 伊朗、阿拉伯国家、亚美尼亚等国使用历史上的名称。
4. 使用源自格鲁吉亚的自称的变体（立陶宛語：及世界語：）。

中華民國官方遵从欧美式称呼音譯為喬治亞。
因为近代格鲁吉亚被俄罗斯统治，故许多国家以俄语之名翻译，包括中國大陸。根據俄語音譯的例子有：日本曾譯作（Gurujia，漢字表記具琉耳，後日本國於2015年4月22日正式改用西欧拼法的音译，稱，漢字表記為喬治亜）、韩国曾譯作（Geurujiya，後改為（Jojia））、波斯尼亚和黑塞哥维那譯作「Gruzija」等。中華人民共和國官方也根据俄語音譯作格魯吉亞（Gélǔjíyà）。2020年12月，立陶宛政府正式改用格魯吉亞語拼法的音译，譯作。

## 历史

### 史前史
格鲁吉亚文化发展极早，可追溯自青铜器时代，格魯吉亞曾發現距今一百八十萬年前的舊石器時代遺址。在青銅器時代，当时各部落业已形成，青铜器之制作技艺出现后，不同部落间方开始正式交流。

### 古代
公元以前，格鲁吉亚境内形成西部的科爾基斯和东部的（高加索）伊比利亚两个国家，其中科尔基斯是古希腊神话传说中的阿耳戈英雄寻找金羊毛之地。
罗马帝国征服格鲁吉亚的部分地区，此后五、六百年间，罗马帝国与波斯帝国多次开战争夺格鲁吉亚地区的控制权，不过伊比利亚王国的王统持续存在，仅是交替成为罗马或波斯的附庸。公元337年，伊比利亚国王以基督教為國教，之后繼於希腊文及叙利亚文的影响之下创制了格鲁吉亚文，促进了格鲁吉亚文艺、社会、民族认同的发展。

### 中世纪
580年萨珊波斯废黜了伊比利亚国王，之后与拜占庭帝国瓜分格鲁吉亚地区，设立总督以直接统治。645年左右阿拉伯人攻入格鲁吉亚，之后在第比利斯设立总督（埃米尔）開始统治。9世纪阿拉伯帝国走向衰落，格鲁吉亚贵族巴格拉季昂王朝崛起，统治格鲁吉亚西南部，并于888年加冕为王，但第比利斯等领土还在阿拉伯人手中。
8世纪，阿布哈兹地区的王公也建立自己的政权，击潰阿拉伯人的入侵，并于778年加冕为王，9世纪走向衰落，最终巴格拉季昂王朝的巴格拉特三世以联姻兼并阿布哈兹，1010年再兼并了卡赫蒂，一統格鲁吉亚，建立格鲁吉亚王国。1122年，国王大卫四世击败塞尔柱军队，取得第比利斯。12-13世纪，格鲁吉亚王国走向兴盛，并在塔瑪爾女王（1184-1213年在位）年間趨於鼎盛，领土扩及今日的亚美尼亚、土耳其西部、阿塞拜疆、伊朗西北部，文化也处于兴盛时期，民族史诗《黑豹皮骑士》也在这一时代写成。
塔玛尔女王之后，格鲁吉亚开始衰落。1226年花剌子模的札兰丁曾攻占第比利斯，蒙古大军也随之到达。1243年，格鲁吉亚王国成为蒙古帝国的附庸，之后又成为伊儿汗国的附庸至1327年。此后格鲁吉亚受到黑死病的打击，地方贵族也渐渐不服从国王的号令。1386年以后，帖木儿帝国、黑羊王朝、白羊王朝等游牧王朝多次入侵格鲁吉亚，带来巨大的破坏，也使格鲁吉亚王国一蹶不振。
1466年，原本统一的格鲁吉亚王国分裂为三个独立王国（卡尔特利王国、卡赫蒂王国、伊梅雷蒂王国）及五个半独立公国。16世纪后，奥斯曼帝国占领西部，东部则归属伊朗的萨法维王朝及后续王朝的統治。1762年，格鲁吉亚东部的卡尔特利王国与卡赫蒂王国实现统一，之后开始与俄国联系。

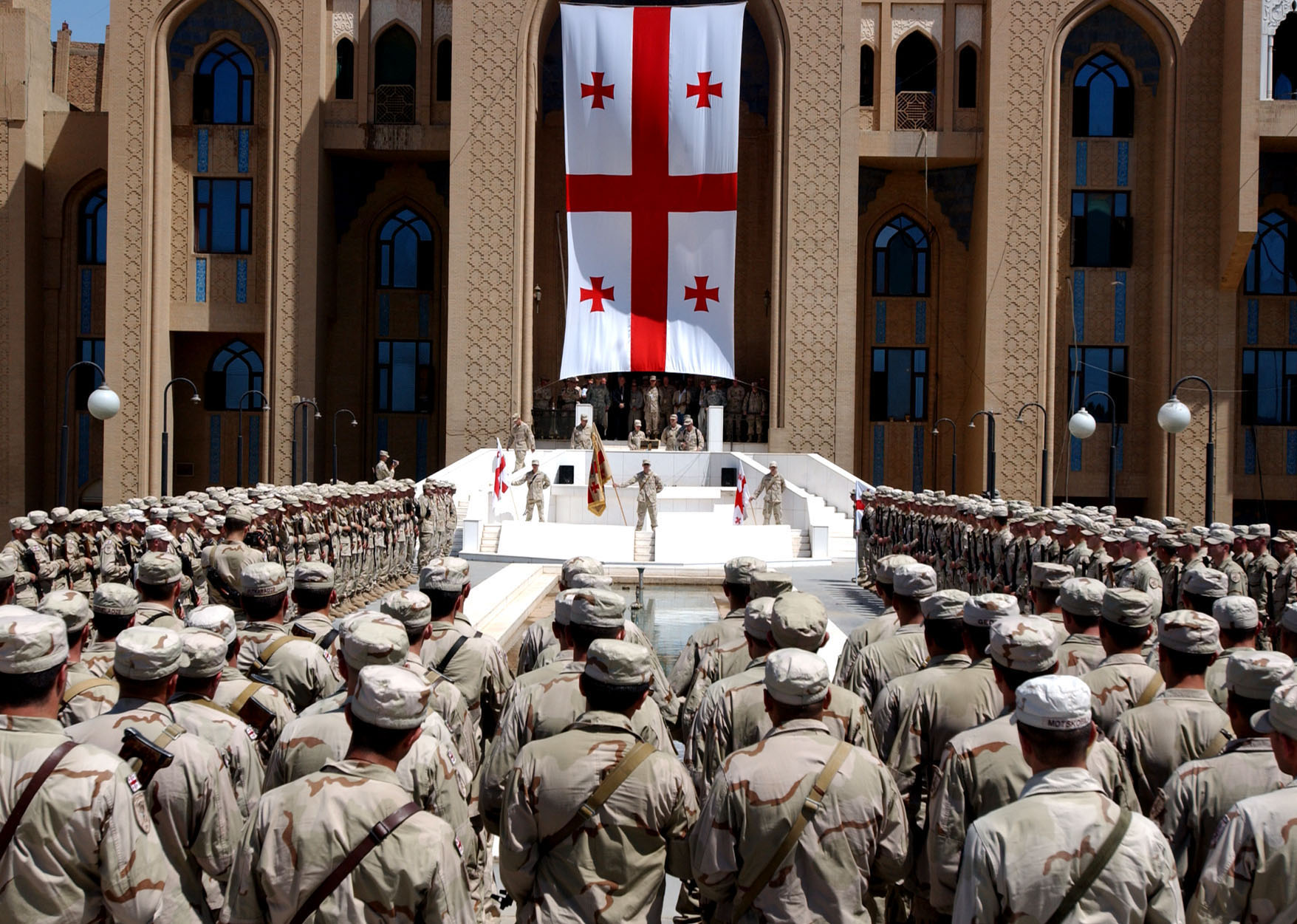
喬治亞出兵伊拉克的部队

### 近代史
1783年，沙俄与卡爾特利-卡赫蒂王國签订《乔治亚夫斯克条约》，规定卡爾特利-卡赫蒂成为俄国的保护国，但1801年，俄国违约吞并卡爾特利-卡赫蒂王国。1804年至1864年间，格鲁吉亚其他邦国相继被帝俄兼并，通过与奥斯曼帝国的战争，俄国也夺取了许多奥斯曼帝国治下的格鲁吉亚土地。1917年革命后，俄国陷入混乱。1918年4月成立包含著格鲁吉亚、亚美尼亚、阿塞拜疆的外高加索民主聯邦共和國，5月就在鄂圖曼帝國入侵下解體，隨後在鄂圖曼土耳其和德意志帝國保護下，喬治亞民主共和國于1918年5月26日成立。1920年，苏俄在《莫斯科条约》中承认格鲁吉亚独立，但1921年2、3月间，蘇俄出兵佔領喬治亞民主共和國，格鲁吉亚苏维埃政权建立，作为外高加索社会主义联邦苏维埃共和国与1922年加入苏联。1936年，联邦解散，格魯吉亞蘇維埃社會主義共和國成为苏联的加盟共和国。1985年戈尔巴乔夫出任苏联共产党中央委员会总书记成为苏联最高领导人后，大力提倡开放与改革政策，苏联各加盟共和国相继謀求脫離苏联；1990年，格鲁吉亚最高苏维埃决议苏联之联邦条约违法，并发表主权宣言，更改国名为格鲁吉亚共和国。

### 后苏联时代
1991年4月9日，宣布脱离苏联独立，加姆萨胡尔季阿出任首任总统。1991年8月，软禁前苏联领导人戈巴契夫的夺权政变失败后，以俄罗斯为首之十一个苏联加盟共和国组成“独立国家联合体”，格鲁吉亚起初未加入，至1993年12月始加入。1992年1月，格鲁吉亚发生政变，加姆萨胡尔季阿被迫逃往车臣。3月，谢瓦尔德纳泽被指命为格鲁吉亚国家委员会执行主席。1995年11月，格鲁吉亚重建总统制，谢瓦尔德纳泽以70%的选票当选总统。1996年4月，“格鲁吉亚共和国”更名为格鲁吉亚。90年代中后期，由于车臣战争，俄罗斯与格鲁吉亚的关系惡化，俄罗斯指责格鲁吉亚收容车臣武装分子，导致格鲁吉亚倒向歐美。2008年8月12日，因俄罗斯入侵格鲁吉亚而宣布退出“独立国家联合体”。
由于贪污腐败和经济萎靡不振，2003年格鲁吉亚发生玫瑰革命，总統愛德華·謝瓦納茲下台。米哈伊爾·薩卡什維利接續後，繼續了民族主義意識形態之外，更轉向親西方的政策。
2008年8月7日，格鲁吉亚軍隊進攻與俄羅斯接鄰的南奧塞梯自治區，試圖將該地重納入其政府軍管轄之下。南奥塞梯战争由此爆发。2008年8月8日，俄羅斯軍隊對格鲁吉亚軍隊發動一系列空襲。據格鲁吉亚總統薩卡什維利表示，在非衝突區亦有平民目標遭受空襲，並一度表示考慮退出奧運，俄羅斯官方則否認發動空襲。歐洲聯盟聞訊旋提出和平方案，俄羅斯方面當即表明“不贊成歐美國家介入”。2008年8月28日，俄羅斯宣布承認南奧塞提亞和阿布哈茲獨立。作為回應，格鲁吉亚於次日決定與俄羅斯斷交。2014年，俄罗斯在乌克兰发动顿巴斯战争后，格鲁吉亚加强與烏克蘭的合作。
由于2022年2月24日俄罗斯发动战争入侵乌克兰，格鲁吉亚于3月3日正式向欧盟递交申请。同时由于担心格鲁吉亚可能被俄罗斯及其代理人进一步入侵，格鲁吉亚政府目前在积极寻求加入北约的机会。2024年11月28日，作为执政党的格鲁吉亚梦想党宣布暂停加入欧盟的谈判直到2028年，此举引起亲欧盟反对派的不满，反对者认为该党站正走在威权主义、亲俄罗斯、反西方的道路上。抗议者在首都地区与警方发生冲突，除此之外格鲁吉亚全国有至少八个城市、城镇发生示威活动。执政党政府称此举是为了捍卫国家主权。

## 地理

喬治亞地形圖

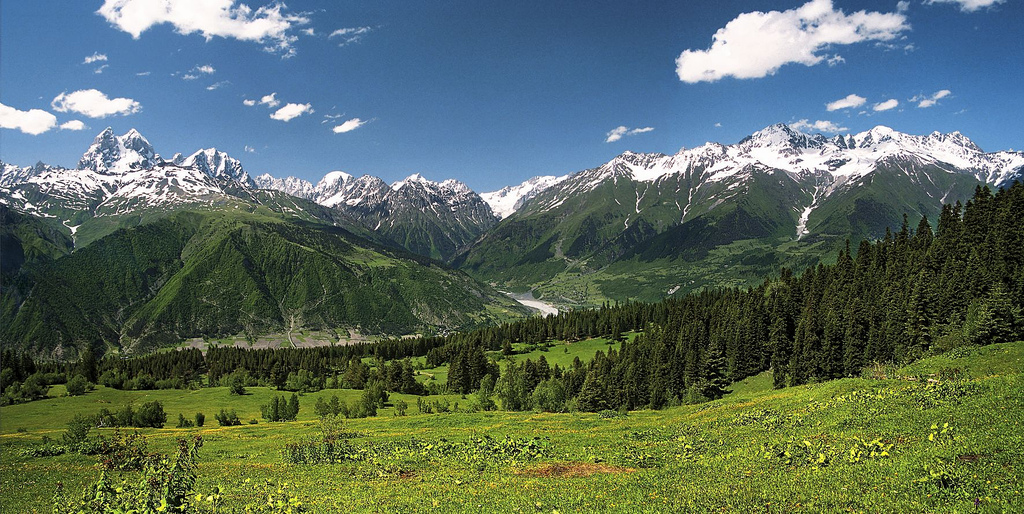
西北方薩梅格雷洛-上斯瓦內蒂大区的山脈

为跨洲国家，地跨歐亞兩洲，喬治亞西部和黑海交接310公里；在北方有一條跟俄羅斯联邦比邻的边界，长达723公里。全境三分之二以上是山地，北部是大高加索山脈，南部是小高加索山脈，大部分海拔1,000米以上。中间为山间低地、平原和高原，黑海沿岸为科尔希达低地。最高点位于北部俄罗斯边境上的什哈拉山，海拔5193米。主要河流有庫拉河和里奥尼河，水流落差较大，水力资源丰富。属亚热带气候，西部湿润，东部干燥。各地垂直气候变化显著。冬季西部温和，东部山地寒冷，夏季全境较热；年降水量西部1,000－3,000毫米，东部仅300－800毫米。

## 政治
喬治亞為多黨制民主國家，政治制度採用單一國會內閣制，國會議員依政黨比例代表制產生，成員共150名。
2017年9月26日，喬治亞議會投票通過了憲法修正案草案。憲法修正案於2018年總統選舉後正式生效，喬治亞由半總統制國家轉變為議會制國家。格鲁吉亚总统为正式的国家元首，总理为政府首脑，由议会产生。現任格魯吉亞總理是伊拉克里·加里巴什维利，格魯吉亞總統是萨洛梅·祖拉比什维利。
主要政党：
- 统一民族运动党：大衛·巴卡拉澤为该党主席，占现在国会百分之四十席次。
- 格鲁吉亚梦想：伊拉克里·加里巴什維利为主席，占现在国会百分之六十席次。

## 外交
在外交政策上，喬治亞傾向歐盟國家而與俄羅斯決裂。近年積極爭取加入歐盟，並進入北約防禦體系。根据格鲁吉亚的外交政策，任何国家若与格鲁吉亚建交，则不能同时与阿布哈兹和南奥塞梯建交。
中华人民共和国与格鲁吉亚于1992年6月9日建交。喬治亞承認中華人民共和國的一個中國原則，不承認中華民國護照為國際旅行證件，所以中华民国國民申辦簽證具相當難度，除非是應邀參加在喬國舉辦之國際會議或國際體育賽事，始能個案取得簽證。
2022年3月3日，在俄罗斯全面入侵乌克兰后，喬治亞繼烏克蘭正式申請加入歐盟。2024年11月28日，新上任的格鲁吉亚總理伊拉克利·科巴希泽表示，該國將暫停四年加入歐盟的談判，直至2028年。

## 行政区划

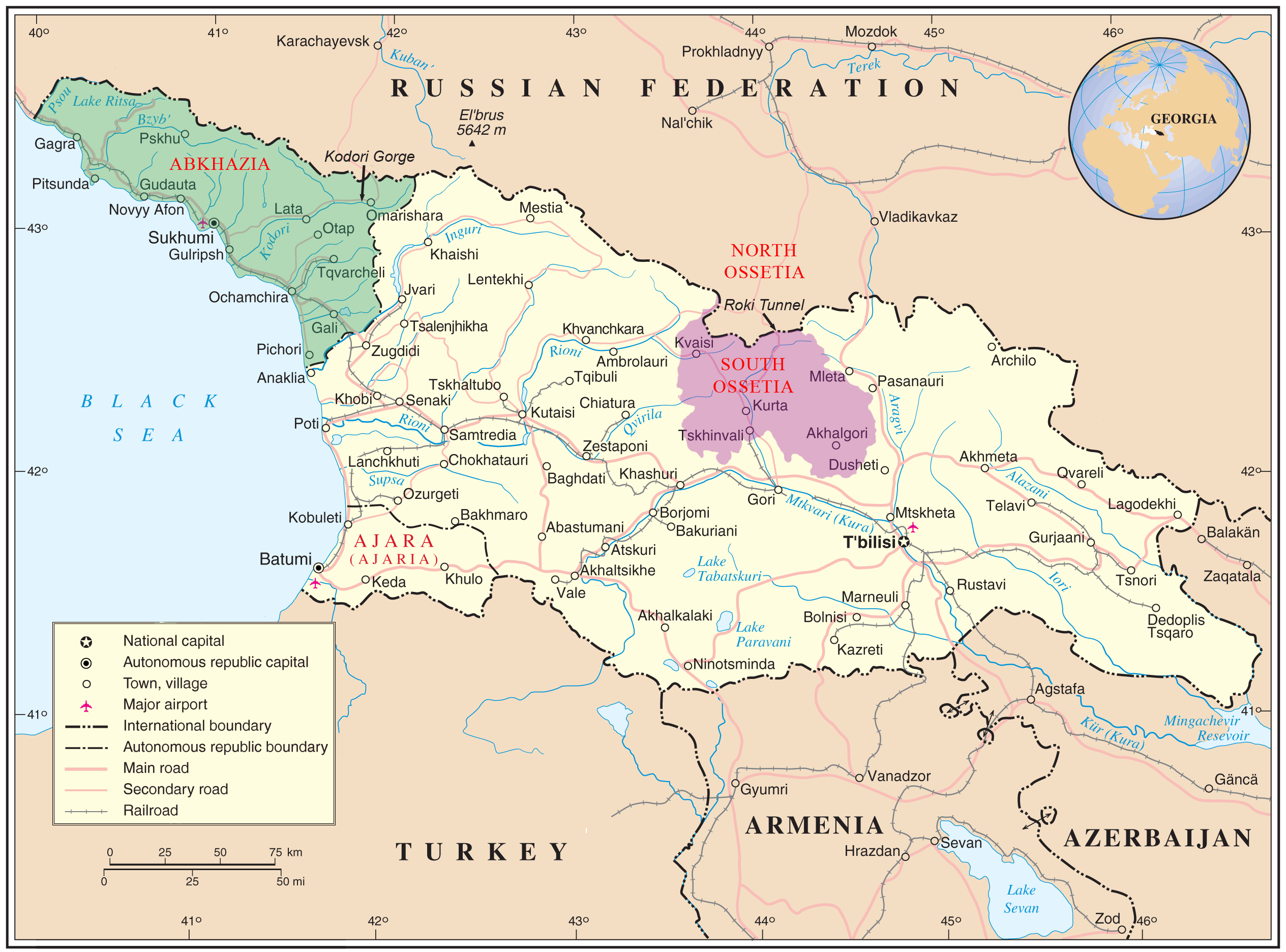
格鲁吉亚地图，不同颜色显示的阿布哈兹和茨欣瓦利地区（南奥塞梯）不在格鲁吉亚中央政府的实际管辖之下

格鲁吉亚在行政上划分为首都第比利斯、两个自治共和国和9个大区。现时这些一级行政区下注册有69个市镇，其中有5个为城市。
格鲁吉亚包括两个官方的自治共和国，其中阿布哈兹自治共和国已在1999年宣布独立并获得了事实上的独立。另外一个非官方的自治领土也已宣布独立。南奥塞梯在格鲁吉亚官方上称为茨欣瓦利地区，因为格鲁吉亚政府认为“南奥塞梯”这个名字暗示着跟俄罗斯的北奥塞梯有着政治上的联系。当格鲁吉亚还是苏联的一部分时，该地区称为南奧塞梯自治州，其自治地位在1990年被取消。自格鲁吉亚独立后该地区事实上从格鲁吉亚分离出去了。尽管曾有重新赋予南奥塞提自治地位的意图，但在2006年该地区未被承认的公投中选民们选择独立。
在阿布哈兹和南奥塞梯地区大量居民被发给了俄罗斯护照，有些是由俄罗斯当局强行发给的。2008年俄罗斯承认南奥塞梯的独立地位，并以此为理由在南奥塞梯战争中入侵格鲁吉亚。格鲁吉亚认定这两个地区被俄罗斯占领。在2008年俄格战争后这两个自行宣布独立的共和国获得了有限的国际承认。世界上大多数国家认为这两块地区是被俄罗斯占领的格鲁吉亚领土。
| 一级行政区 | 一级行政区                    | 首府       | 面积 (km2) | 人口       | 人口密度 |
| ---------- | ----------------------------- | ---------- | ---------- | ---------- | -------- |
| 1          | 薩梅格雷洛-上斯瓦內蒂大区     | 祖格迪迪   | 7,440      | 330,761    | 44.45    |
| 2          | 拉恰-列其呼米和下斯瓦内蒂大区 | 安布罗劳里 | 4,990      | 32,089     | 6.43     |
| 3          | 古里亞大区                    | 奥祖尔盖蒂 | 2,033      | 113,350    | 55.75    |
| 4          | 伊梅雷蒂大区                  | 库塔伊西   | 6,475      | 533,906    | 82.45    |
| 5          | 内卡尔特利大区                | 哥里       | 5,729      | 300,382est | 52.43    |
| 6          | 姆茨赫塔-姆蒂亚内蒂大区       | 姆茨赫塔   | 6,786      | 94,573     | 13.93    |
| 7          | 薩姆茨赫-賈瓦赫蒂大区         | 阿哈尔齐赫 | 6,413      | 160,504    | 25.02    |
| 8          | 下卡尔特利大区                | 鲁斯塔维   | 6,072      | 423,986    | 69.82    |
| 9          | 第比利斯市                    | 第比利斯   | 720        | 1,108,717  | 1,539.88 |
| 10         | 卡赫蒂大区                    | 泰拉维     | 11,311     | 318,583    | 28.16    |
| 11         | 阿扎尔自治共和国              | 巴统       | 2,880      | 333,953    | 115.95   |
| 12         | 阿布哈兹自治共和国            | 苏呼米     | 8,660      | 242,862est | 28.04    |

未實際統治：

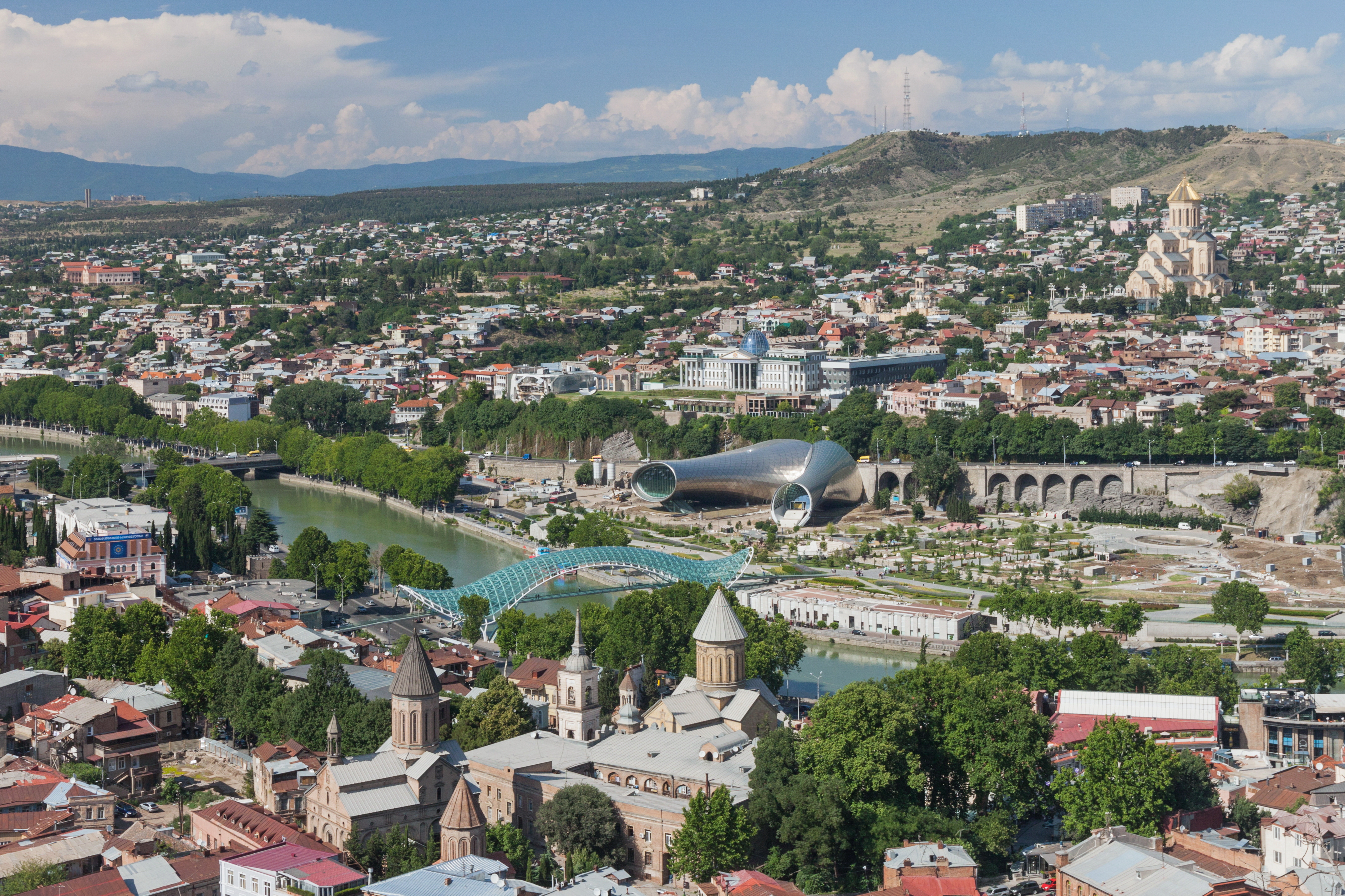
首都第比利斯

1. 阿布哈兹自治共和国（實質上獨立； 阿布哈茲）
2. 南奧塞梯臨時行政實體（實質上獨立； 南奥塞梯）

## 经济

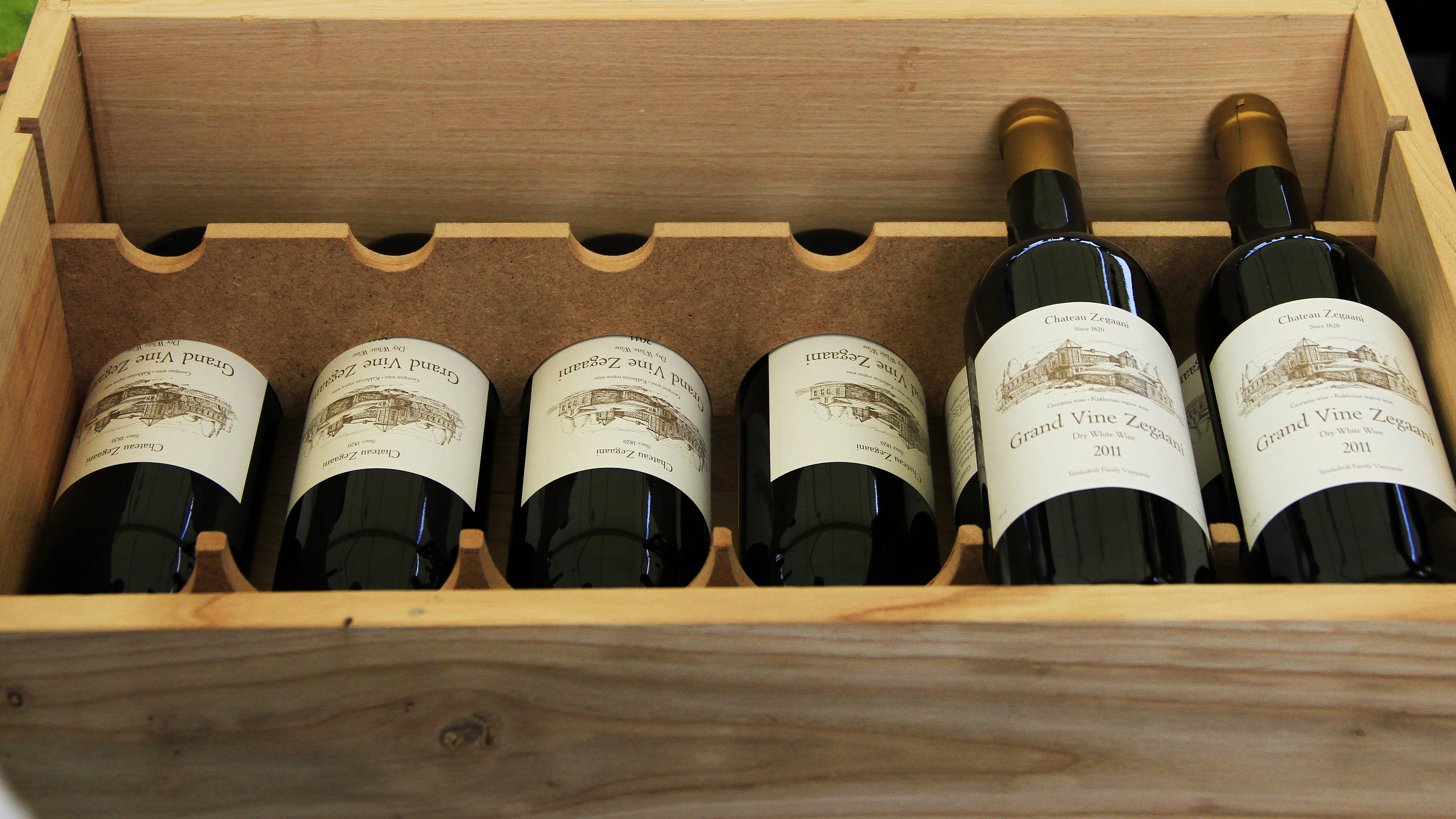
葡萄酒是喬治亞的主要出口創匯產品之一

傳統上喬治亞是一個農業國家，種植水果和茶葉。其中喬治亞葡萄酒已有八千多年歷史。此外尚有礦產，包括錳和銅。
由於受前蘇聯影響，近代喬治亞一直是計劃經濟。自1991年蘇聯解體，喬治亞一直要過渡到市場經濟。但由於內政不穩，內戰頻仍，使喬治亞經濟一直都處於衰退中。2001年，喬治亞贫穷人口比率為54%。
而且喬治亞受俄國經濟影響很深。2006年俄羅斯宣佈禁止喬治亞葡萄酒進口，就引起喬治亞經濟很大震盪。與此同時俄方又增加對喬治亞出口天然氣售價，連鎖引發喬治亞物價上漲。
截至2014年，喬治亞失業率為13.7%。而GDP中，工業佔17%，貿易為17.3%，另交通、通訊和建築則共佔16.8%，而農業則僅佔6.2%。自21世紀初以來，格魯吉亞的經濟有了顯著的發展。2007年，格魯吉亞的實際國內生産總值增長率達到12％，使格魯吉亞成爲東歐增長最快的經濟體之一。因其在一年內經濟體從第112位提高到第18位被世界銀行將它稱爲“世界第一經濟改革者”，世界銀行2019年“營商環境報告”中其地位已提升至第六位。
近年旅遊業在格魯吉亞經濟的地位愈來愈重要，境內有著豐富的地貌與歷史文化古蹟，其中4處被聯合國教科文組織認定為世界遺產。2016年共有2,714,773名遊客造訪該國。

## 交通
格魯吉亞公路總長度為20,553公里（12,771英里），鐵路總長度為1,576公里（979英里）。近年來，格魯吉亞在其交通網絡的現代化建設中投入了大量資金。新高速公路的建設已成為優先事項，因此，第比利斯等主要城市的道路質量顯著提高；然而，儘管如此，城際路線的質量仍然不佳，迄今為止只建造了一條高速公路標準道路。格魯吉亞的鐵路由喬治亞鐵路營運，因位於黑海和裏海之間，成為高加索地區重要的交通要道，有開往鄰國俄羅斯、亞塞拜然、亞美尼亞、土耳其的國際列車。目前鐵路全部电气化完毕，共有136座车站，其中22座办理客运。第比利斯地铁於1966年12月11日開通。
格魯吉亞目前有四個國際機場，其中最大的是第比利斯國際機場，為格魯吉亞航空的樞紐，提供與許多歐洲大城市的連接。格魯吉亞黑海沿岸有許多海港，其中最大和最繁忙的是巴統港。

## 人口

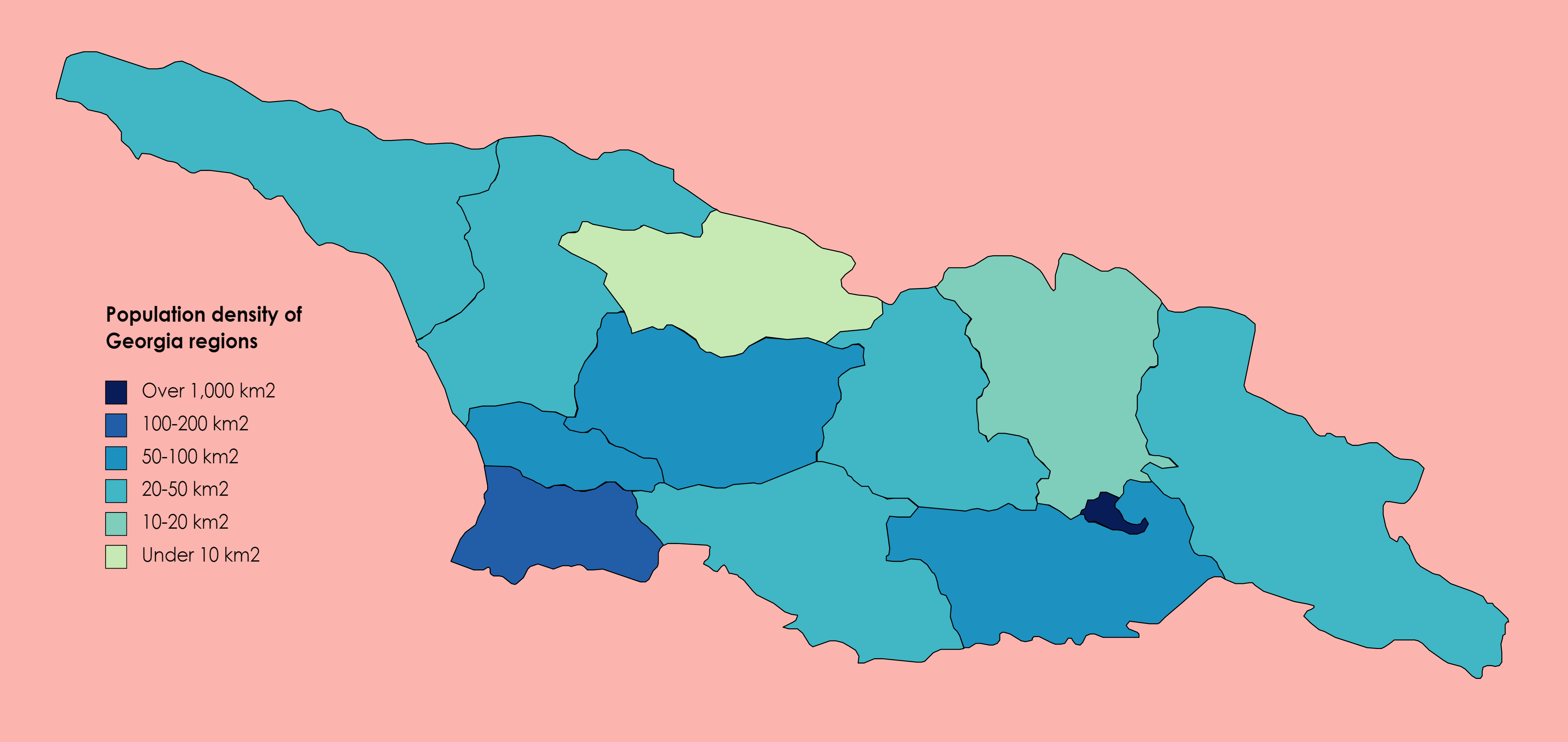
喬治亞一級行政區人口密度圖

根据2005年7月的统计，格鲁吉亚全国现时有人口4,677,401人，当中的民族分布如下：
- 格鲁吉亚人：83.8%
- 阿塞拜疆人：6.5%
- 亚美尼亚人：5.7%
- 俄罗斯人：1.5%

国内绝大多数俄罗斯人均在国家独立后纷纷移民离开。生活于阿布哈兹的阿布哈兹人及南奥塞梯的奥塞梯人都寻求脱离格鲁吉亚独立。国内尚有另外两个格鲁吉亚民族，分别为斯凡人及明格列爾人，以及少量的拉兹人。拉兹人主要在土耳其生活。国内其他人口更少的民族计有：叙利亚人、希腊人、库尔德人、鞑靼人及乌克兰人、麥斯赫特土耳其人。
自从前苏联解体以后，由于阿布哈兹叛乱部队的分离活动、阿扎尔及南奥塞梯的问题，对本国的人口造成冲击，并使经济变得脆弱。寻找工作的困难，迫使数以十万计的格鲁吉亚人出国寻找工作机会，当中大部份选择移民俄罗斯。由于局势不稳，使国民都不太愿意生育，使当地的出生率奇低─邻近的亚美尼亚亦面对同样的问题。目前全国的人口，比苏联时期的1990年要少50万，不过据观察家的意见，现时格鲁吉亚的人口有被高估的成份。

## 宗教
格魯吉亞宗教（2014）
格魯吉亞主要信仰東正教（格魯吉亞正教會），其他信仰有亞美尼亞使徒教會、天主教、新教、伊斯蘭教等。

## 文化
過去曾認為格魯吉亞字母在公元284年由高加索伊比利亞王國國王法爾納瓦茲一世改革發明，但至今尚未發現最古老的例子，只能證明其字母在5世紀公告中已經形成。
格魯吉亞的中世紀文化從4世紀开始，受到東正教和格魯吉亞東正教教會使徒的強烈影響，並可能因此影響了拜占庭。這許多宗教作品的創作得到了鼓勵和支持。其中包括教堂、寺廟、藝術作品，如圖標裝飾和格魯吉亞聖人聖徒繪卷。此外，也出現了許多世俗的作品，如寫關於國家的歷史或神話的。
虽然在7世紀的阿拉伯征服和8世紀穆斯林文化曾對格魯吉亞有過影響，但是從那個時候格魯吉亞自身文化也在發展，并與拜占庭的競爭越來越多。在9至10世紀，在格魯吉亞全國各地，支持使用本国文字，特別是文學和繪畫上。格魯吉亞和格魯吉亞語的實際影響區域在團結統一和解放之后，格魯吉亞語廣泛傳播，在許多周邊國家也用於與陌生人之间的交流。

### 教育
据2019年数据，格鲁吉亚全国有中小学2313所，大学62所，在校生74万人。主要高等院校有第比利斯国立大学、第比利斯自由大学、格鲁吉亚技术大学、第比利斯国立医科大学、国立美术学院等。2014年，格鲁吉亚的识字率为99.70%，在世界各国中名列前茅。

### 體育
格鲁吉亚最受歡迎的運動是足球、籃球、橄欖球聯盟、摔跤、柔道和舉重，橄欖球被普遍認為是格魯吉亞的國球。

### 飲食

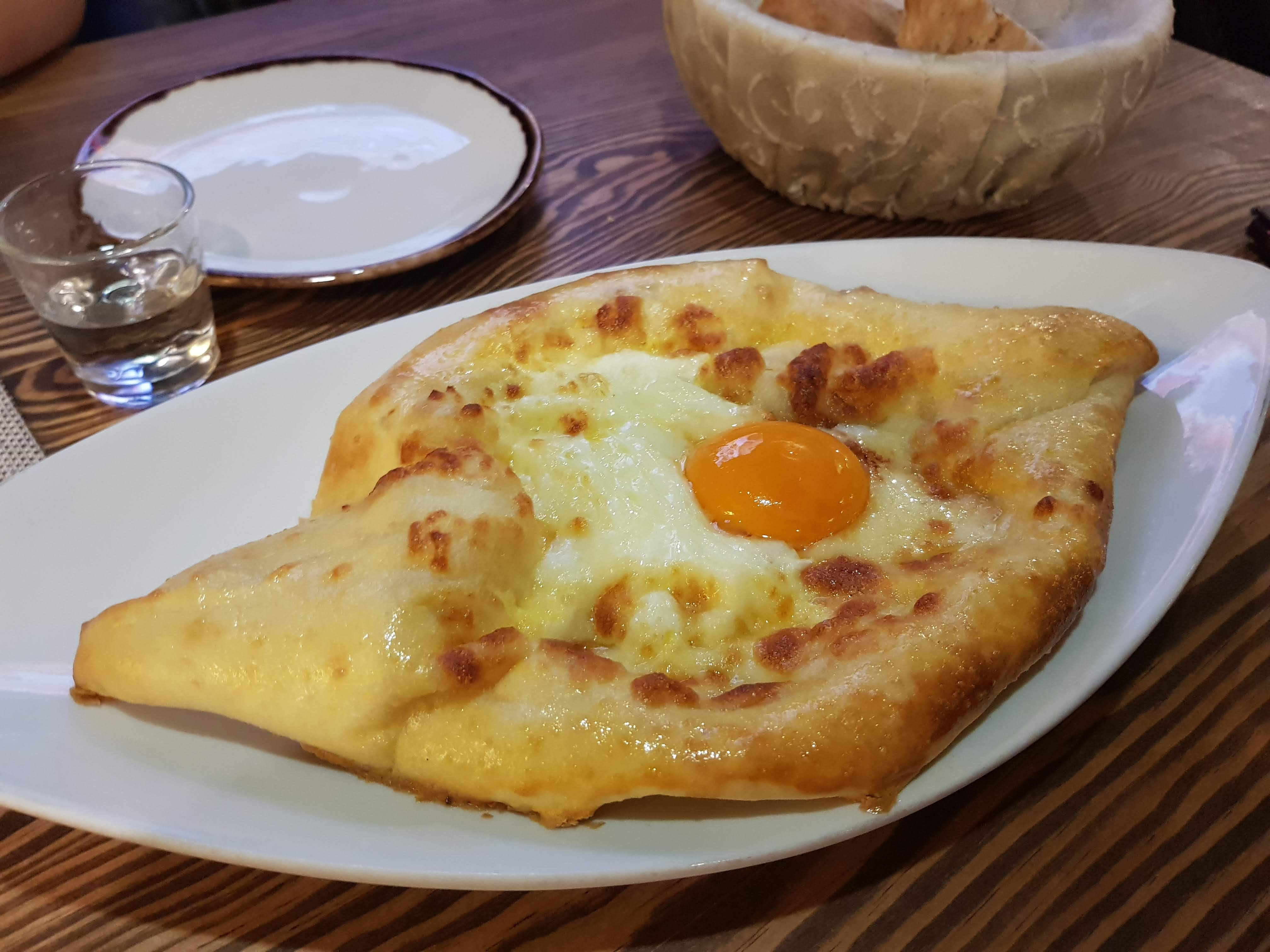
卡查普里是喬治亞當地最普遍的主食

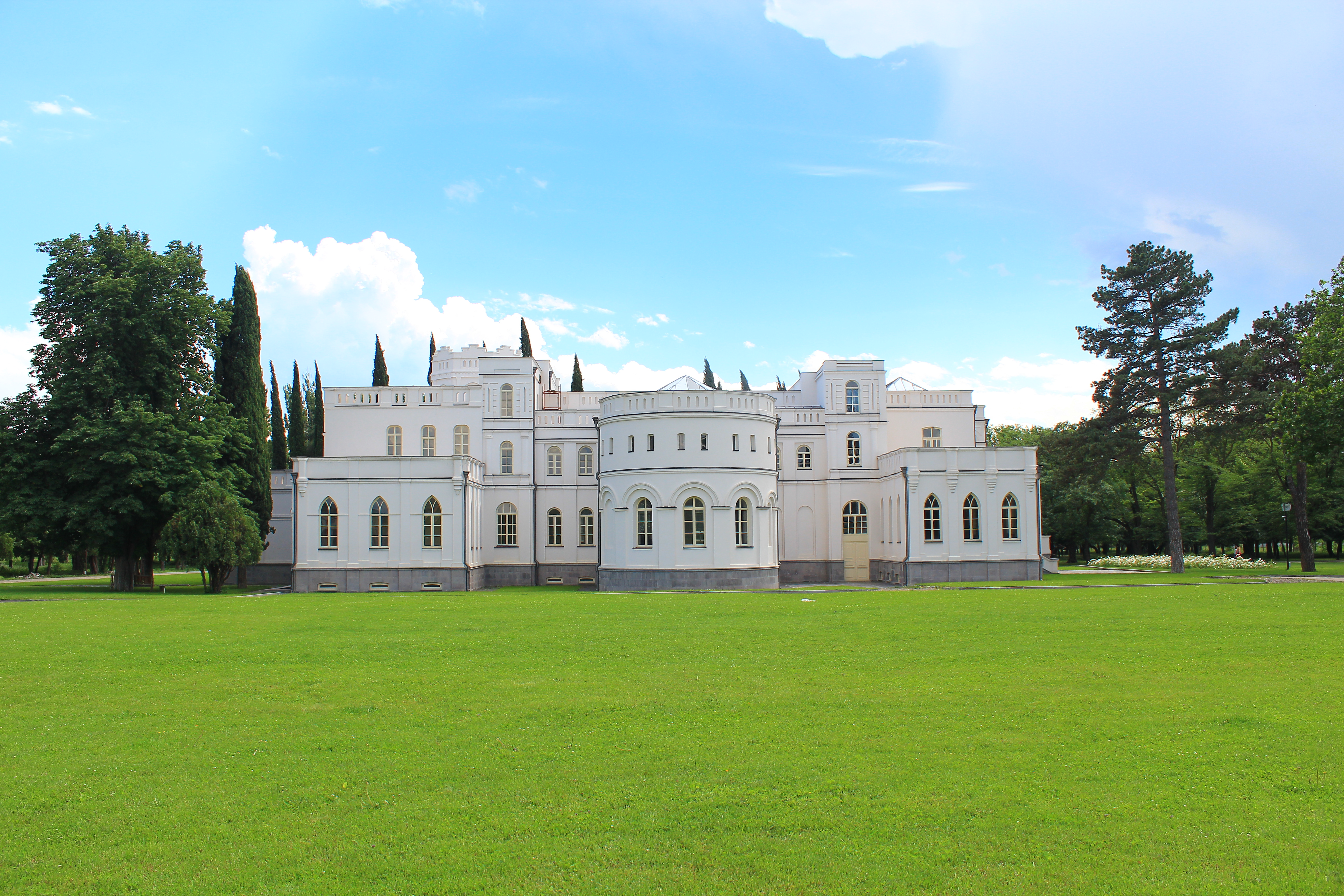
穆赫拉尼宮是19世紀格魯吉亞葡萄栽培的中心之一，最近經過修復以生產同名葡萄酒

喬治亞地處鏈接歐亞大陸的貿易路線的中繼點，因此飲食受到多個地區的影響。喬治亞飲食的特點是做法及食材多樣，且較多使用香料，代表性的食品包括奇克美露里、阿賈普桑達利、巴德里亞尼、戈吉納基、奇希爾圖馬、查納基、羅比奧、卡爾喬、卡里餃、丘爾其赫拉、卡查普里等。
喬治亞葡萄酒在世界享有盛譽。受黑海影響，溫和的氣候和潮濕的空氣，為格魯吉亞葡萄種植提供了最佳條件。喬治亞人自8000年前就開始釀造葡萄酒。已被聯合國教科文組織列為世界非物質文化遺產的一部分。塔尔洪也是当地人民喜爱的饮料。

## 延伸阅读
[在维基数据编辑]
 《新元史/卷255》，出自柯劭忞《新元史》